# The Party's Just Begun (extended play)
The Party's Just Begun es el EP lanzado para promocionar el primer sencillo de la banda sonora The Cheetah Girls 2, de la película homónima. Fue lanzado en Europa como descarga digital.

## Canciones
| [ 2 ] [ 3 ] [ 4 ] [ 5 ] |                                       |                               |          |  |
| N.º                     | Título                                | Escritor(es)                  | Duración |  |
| 1.                      | «The Party's Just Begun»              | Matthew Gerrard, Robbie Nevil | 3:11     |  |
| 2.                      | «Strut (Remix)»                       | Jamie Houston                 | 3:12     |  |
| 3.                      | «The Party's Just Begun (Ming Remix)» | Matthew Gerrard, Robbie Nevil | 3:04     |  |
| 9:27                    |                                       |                               |          |  |